# Meigenia submissa
Meigenia submissa là một loài ruồi trong họ Tachinidae.